# ديشل (حديبو)

تعديل مصدري - تعديل

ديشل إحدى قرى مديرية حديبو التابعة لمحافظة سقطرى، بلغ تعداد سكانها 65 نسمة حسب تعداد اليمن لعام 2004.